# Краснооктябрьский (Самарская область)
Краснооктябрьский — посёлок в Большечерниговском районе Самарской области. Административный центр сельского поселения Краснооктябрьский.

## История
В 1973 г. Указом Президиума ВС РСФСР посёлок центральной усадьбы совхоза «Красный Октябрь» переименован в Краснооктябрьский.

## Население
| 2010 | 2011 | 2012 | 2013 | 2014 | 2015 | 2016 |
| ---- | ---- | ---- | ---- | ---- | ---- | ---- |
| 730  | ↘702 | ↗741 | ↘727 | ↘705 | ↘699 | ↗708 |

Проживают русские, башкиры.